# Helluomorphoides femoratus
Helluomorphoides femoratus es una especie de escarabajo del género Helluomorphoides, tribu Helluonini, familia Carabidae. Fue descrita científicamente por Dejean en 1831.
Habita en ecosistemas terrestres y se distribuye por América del Sur, en Argentina, Bolivia y Brasil.